# Toumouni
Toumouni est une commune rurale située dans le département de Kalsaka de la province du Yatenga dans la région Nord au Burkina Faso.

## Géographie
Toumouni se situe à environ 10 km au nord-est du centre de Kalsaka, le chef-lieu du département, à 2 km à l'ouest de Rondo ainsi qu'à 25 km au sud de Séguénéga et à 15 km de la route nationale 15.

## Santé et éducation
Le centre de soins le plus proche de Toumouni est le centre de santé et de promotion sociale (CSPS) de Rondo tandis que le centre médical avec antenne chirurgicale (CMA) de la province se trouve à Séguénéga.